# ده وسط
ده وسط، روستایی در دهستان عزیزآباد بخش مرکزی شهرستان نرماشیر در استان کرمان ایران است. این روستا، مرکز دهستان عزیزآباد است.

## جمعیت
بر پایه سرشماری عمومی نفوس و مسکن در سال ۱۳۹۵، جمعیت این روستا برابر با ۱٬۵۰۸ نفر (۴۳۵ خانوار) بوده‌است.